# Yvan Lacomblez
Pour les articles homonymes, voir Lacomblez.
Yvan Lacomblez, dit Pipou, né à Ixelles en 1946, est un musicien (auteur, compositeur, interprète) belge principalement connu pour avoir fait partie du groupe Two Man Sound.

## Biographie
Dans les années 1960, Yvan Lacomblez (surnommé Pipou) est le batteur du groupe (belge) les Eagles. Dans les années 1970, il fit partie du groupe Two Man Sound avec Lou Deprijck et Sylvain Vanholme. Ils seront à l'origine des succès de deux tubes aux ambiances latino-américaine : Charlie Brown et Disco Samba. Yvan Lacomblez est l'auteur des paroles de Ça plane pour moi « officiellement » chantée par Plastic Bertrand. Par la suite, il travaille durant douze ans avec Philippe Lafontaine, avec lequel ils sortent notamment Tout le monde à l'eau,. Il forme plus tard un duo avec Stan Pollet, Stan et Pipou.